# Danny Lloyd

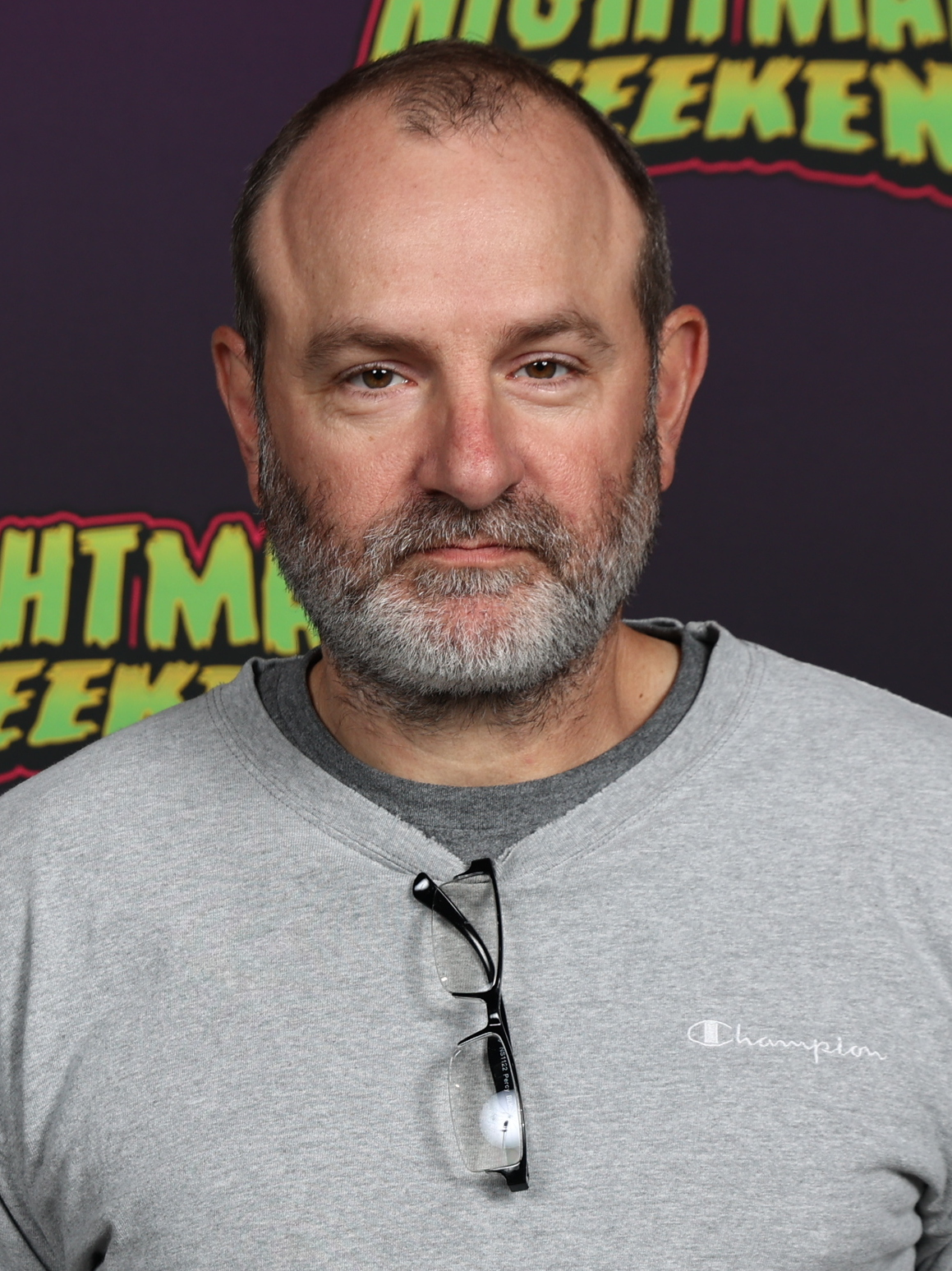
Danny Lloyd (2023)

Danny Lloyd (* 13. Oktober 1972 in Chicago, Illinois) ist ein US-amerikanischer ehemaliger Kinderdarsteller, hauptsächlich bekannt für seine Rolle in Stanley Kubrick’s Horrorfilm The Shining (1980).

## Leben
Danny Lloyd drehte zunächst nur zwei Filme. Sein erster Film war unter der Regie von Stanley Kubrick der Horrorfilm The Shining an der Seite von Jack Nicholson und Shelley Duvall, die seine Eltern spielten. Danny war zu Beginn der Dreharbeiten sechs Jahre alt und wusste einige Jahre nicht, dass er in einem Horrorfilm mitgespielt hatte, da Kubrick ihn vom Thema des Films fernhielt. Erst im Alter von 17 Jahren sah er den vollständigen Film. Er wurde aus über 5000 Bewerbern ausgewählt, da er sich längere Zeit konzentrieren konnte. Eine zweite Rolle übernahm er 1982 in dem US-amerikanischen Fernsehfilm Will: The Autobiography of G. Gordon Liddy, deutscher Titel: Nixons rechte Hand – Der Fall G. Gordon Liddy.
Als Erwachsener beschloss Lloyd, den Beruf des Schauspielers nicht weiter zu verfolgen, und begann stattdessen, als Lehrer zu arbeiten. Seit 2007 ist er Associate Professor für Biologie am Elizabethtown Community and Technical College in Kentucky. 2019 hatte er einen Cameo-Auftritt als Baseballspiel-Zuschauer in dem Film Doctor Sleeps Erwachen, einer Shining-Fortsetzung, was seinen ersten Filmauftritt seit 36 Jahren darstellte. Er ist verheiratet und Vater von vier Kindern.